# Пень (Підкарпатське воєводство)
Пень (пол. Pień) — село в Польщі, у гміні Радомишль-Великий Мелецького повіту Підкарпатського воєводства. Населення — 334 особи (2011).
У 1975—1998 роках село належало до Тарновського воєводства.

## Демографія
Демографічна структура станом на 31 березня 2011 року:
|          | Загалом | Допрацездатний вік | Працездатний вік | Постпрацездатний вік |
| -------- | ------- | ------------------ | ---------------- | -------------------- |
| Чоловіки | 171     | 37                 | 121              | 13                   |
| Жінки    | 163     | 41                 | 79               | 43                   |
| Разом    | 334     | 78                 | 200              | 56                   |